# Thomomys bottae sevieri
Thomomys bottae sevieri is een knaagdier dat voorkomt in zuidwestelijk Noord-Amerika. Dit dier is een ondersoort van de valleigoffer (Thomomys bottae). Hij is oorspronkelijk beschreven door Durrant (1946). De typelocatie, de plaats waar het exemplaar vandaan komt op basis waarvan de ondersoort oorspronkelijk is beschreven, ligt rond de Sevier Rivier in Millard County (Utah).
Deze goffer heeft een lengte van ongeveer 23 tot 30 cm, inclusief de staart. Ze wegen tussen de 150 en 400 gram. Dit is iets kleiner dan de gemiddelde valleigoffer. Hun vacht is zandbruin tot donkerbruin, wat hen helpt te camoufleren in de grond. Ze hebben grote, gele voortanden die zichtbaar zijn, zelfs wanneer hun mond gesloten is. Hun voorpoten zijn krachtig, met lange klauwen die perfect geschikt zijn voor graven. 
Ze onderscheiden zich van andere valleigofefrs door iets ander sociaal gedrag te vertonen. Zo zoeken ze in de koudere maanden elkaar meer op voor warmte. Daarnaast coummiceren ze met geluiden tijdens het paarseiszoen of bij bedreiging. 
De sevier-valleigoffer graaft ook uitgebreidere tunnels dan andere valleigoffers. 